# パルミラ (コロンビア)
パルミラ（Palmira、発音：pälmē'rä）は、コロンビア南西バジェ・デル・カウカ県（Valle del Cauca）に位置する街。県都サンティアゴ・デ・カリの東方30km。日系人が多く住む。

## 地理
バジェ・デル・カウカ県最大の都市であるカリ市から、北アンデス中央山脈へ長く伸びる。7つの自治体と境界を持つ。人口が集中するパルミラ市は自治体の中央に位置する。郊外にアルフォンソ・ボニーラ・アラゴン国際空港が立地している。

隣接する自治体
北：エル・セリート市（municipio de El Cerrito）
東：トリマ県（departamento del Tolima）
南：プラデラ市、カンデラリア市（municipios de Pradera y Candelaria）
西：カリ市、ジュンボ市、ビヘス市（municipios de Cali, Yumbo y Vijes）

地形
1,123平方キロメートルの総面積のうち、370平方キロメートルが1000メートル以下である熱帯、234平方キロメートルが1000m以上2000m以下の温帯、231平方キロメートルが2000m以上3000m以下の冷帯、288平方キロメートルが3000m以上4000m以下の高山帯に属する（コロンビアの5気候区分による分類であり、一般的な気候区分とは異なる点に留意）。

土地利用
住宅が広がるパルミラ市内と東部の山地をのぞいた自治体の大部分はサトウキビやプラタノの農業地として利用されている。

気候
平均的な標高である海抜1000mの地点において、年の平均気温は摂氏23度であり、年間平均降水量は900mmである。

## 人口
2005年の国勢調査で人口は28万3431人だった。2019年の推定人口は31万2519人である。

## 経済
農業（プラタノ、サトウキビ、蜂蜜、カカオ、大豆、トウモロコシなど）、畜産業、商業、資源採掘など。

## 教育
- コロンビア国立大学パルミラ校（National University of Colombia at Palmira）
- International Center for Tropical Agriculture (CIAT)

## 参照・外部リンク
- City of Palmira website (スペイン語)
- Centro Comerical Llanogrande Plaza
- Universidad Nacional de Colombia - Palmira (スペイン語)
- Universidad del Valle - Palmira (スペイン語)
- Manuelita - one of the municipality's largest employers (スペイン語)

座標: 北緯3度35分 西経76度15分 / 北緯3.583度 西経76.250度